# Cromatografia
La cromatografia, del grec χρῶμα chroma (color) i γράφειν graphein (escriure), és una tècnica de separació dels components d'una mescla. Consisteix en dissoldre la mescla en un fluid, anomenat fase mòbil, i fer-la circular a través d'una estructura de gran àrea superficial que sosté un altre material, anomenat fase estacionària. El diferent grau de retenció dels components de la mescla en la fase estacionària, determinat pel coeficient de partició entre les dues fases, provoca que, en circular-hi a través, aquests ho facin a diferents velocitats i se separin.
La cromatografia es pot utilitzar com a tècnica preparativa —per a la purificació de substàncies— o bé com a tècnica analítica, per tal de determinar i quantificar els components d'una mescla. Aquests dos propòsits no són excloents entre ells.
L'anàlisi cromatogràfic es realitza a través d'un instrument anomenat cromatògraf. El cromatògraf pren una mostra química transportada per la fase mòbil (bé sigui un líquid o bé un gas) i la separa com a resultat de les diferents distribucions dels soluts a mesura que passen per la fase estacionària (bé sigui un sòlid o bé un líquid).

## Història

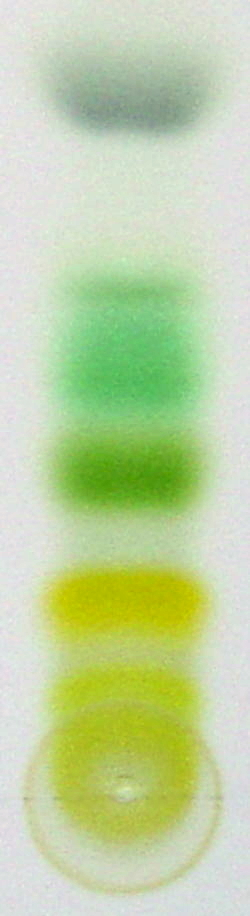
La cromatografia de capa fina s'utilitza per separar els components d'un extracte vegetal, il·lustrant l'experiment amb pigments vegetals que van donar el nom a la tècnica.

Va ser el científic botànic rus Mikhail Tsvet qui va inventar la primera tècnica cromatogràfica l'any 1901 durant la seva recerca en la clorofil·la. Va utilitzar una columna d'adsorció líquida que contenia carbonat de calci per separar els diferents pigments. Aquest mètode fou descrit el 30 de desembre de 1901 en el XI Congrés de Naturalistes i Doctors a St. Petersburg. La primera versió escrita fou l'any 1903, en els Proceedings of the Warsaw Society of Naturalists. Tsvett va utilitzar per primera vegada la paraula cromatografia per escrit l'any 1906 en els seus dos articles sobre clorofil·la en el German botanical journal (Berichte der Deutschen Botanischen Gesellschaft).
El terme cromatografia prové de la paraula grega chroma que significa color, fent referència als colors que Tsvett estava separant en les seves anàlisis.
La tecnologia de la cromatografia va avançar ràpidament al llarg del segle xx. Els investigadors van comprovar que els principis que regien la cromatografia de Tsvett es podien aplicar de molt diverses maneres, donant a la invenció de les actuals modalitats de cromatografia que existeixen avui dia.

## Teoria
La cromatografia és una tècnica de separació basada en l'explotació de les diferències en el comportament de repartiment entre una fase mòbil i una fase estacionària alhora de separar els components d'una mescla. Els components de la mescla interaccionen amb la fase estacionària segons polaritat, solubilitat relativa o adsorció.

### Retenció
La retenció és una mesura de la velocitat en la que una substància es mou en un sistema cromatogràfic. En sistemes en continu desenvolupament com l'HPLC (High Performance Liquid Chromatography) o GC (Gas Chromatography), on els components són eluïts gràcies a un eluent, la retenció és normalment mesurada com a temps de retenció Rt o tR, el temps transcorregut des que la mostra és injectada en l'injector fins que és detectada en el detector. En sistemes com la TLC (Thin Layer Chromatography o Cromatografia de capa fina) la retenció s'expressa com a factor de retenció Rf, és a dir, la distància que s'ha desplaçat el compost d'interès dividida per la distància en què s'ha desplaçat l'eluent (fase mòbil): 
{\displaystyle R_{f}={\frac {dist{\grave {a}}ncia\ desplacada\ pel\ compost}{dist{\grave {a}}ncia\ desplacada\ per\ l'eluent}}}
Els temps de retenció dels diferents compostos solen diferir considerablement entre experiments i laboratoris degut a variacions en l'eluent, la fase estacionària, la temperatura ambient, i la posada a punt. És per tant molt important el fet de comparar la retenció del compost analitzat amb el d'uns patrons en les mateixes condicions.
En cromatografia en columna (ja sigui cromatografia de gasos o bé líquida) el factor de retenció o de capacitat, k' és
{\displaystyle k'={\dfrac {t_{R}'-t_{M}'}{t_{M}'}}}
on {\displaystyle t'_{R}} és el temps de retenció del compost d'interès (temps que tarda el component a arribar al detector des de la injecció de la mostra) i t'M és el temps al que s'elueix la fase mòbil no retinguda, anomenat temps mort.

#### Factor de retenció en CCF (TLC)
En cromatografia de capa fina, el factor de retenció (Rf) es defineix com el quocient entre la distància recorreguda pel compost i la distància recorreguda pel front de dissolvent. Aquest paràmetre depèn de la naturalesa de la fase estacionària i de la fase mòbil, i és característic de cada compost. D'aquesta manera, l'Rf d'una substància es mantindrà constant entre experiments sempre que les condicions cromatogràfiques siguin les mateixes (adsorbent, eluent, temperatura).
El valor d'aquest paràmetre oscil·la entre 0 i 1. Els compostos apolars interaccionen poc amb la fase estacionària, de manera que el recorregut per la làmina és gran, i per aquest motiu presenten factors de retenció elevats. Contràriament, els compostos polars interaccionen fortament amb la fase estacionària, desplaçant-se menys per la làmina, i per tant, tenen factors de retenció menors.

## Classificació dels mètodes de separació en cromatografia
Les diferents tècniques cromatogràfiques poden dividir-se segons com estigui disposada la fase estacionària:
- Cromatografia plana. La fase estacionària se situa sobre una placa plana o un paper. Les principals tècniques són:
  - Cromatografia en paper
  - Cromatografia en capa fina
- Cromatografia en columna.[9] La fase estacionària se situa dins una columna. Segons el fluid emprat com a fase mòbil es distingeixen:
  - Cromatografia de líquids
  - Cromatografia de gasos
  - Cromatografia de fluids supercrítics

La cromatografia de gasos s'aplica a nombrosos compostos orgànics, ja que és molt útil en mostres que contenen compostos volàtils que no descomponen la temperatura del punt d'ebullició. En alguns casos en què els components analits de la mostra no són no volàtils o es descomponen a les temperatures de treball de la tècnica, es recorre a processos anomenats de derivatització, per tal de convertir-los en altres compostos que es volatilitzin en les condicions anàlisi sense degradar-se.
Dins la cromatografia líquida, destaca la cromatografia líquida d'alta resolució (HPLC, de l'anglès) High Performance Liquid Chromatography), que és la tècnica cromatogràfica més emprada en l'actualitat, normalment en la seva modalitat de fase reversa, en què la fase estacionària té caràcter no polar, i la fase mòbil posseeix caràcter polar (generalment aigua o barreges amb elevada proporció de la mateixa o de altres dissolvent polars, com per exemple, metanol). El nom de “reversa” ve donat perquè tradicionalment la fase estacionària estava composta de sílice o alúmina, de caràcter polar i, per tant, la fase mòbil era un dissolvent orgànic poc polar. Una sèrie eluotròpica és un rang de substàncies de diferents polaritats que actuen com a fase mòbil i que permeten observar un millor desplaçament sobre una fase estacionària.

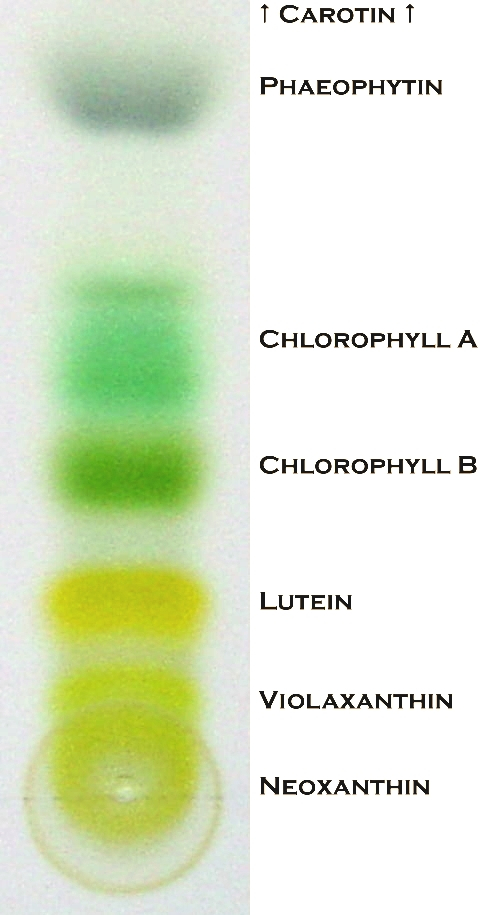
Separació de clorofil·les mitjançant cromatografia en paper.

| Tipus                                    | Fase mòbil           | Fase estacionària |
| Cromatografia en paper                   | Líquid               | Paper de cel·lulosa. |
| Cromatografia en capa fina               | Líquid               | Gel de sílice o alúmina. |
| Cromatografia de gasos                   | Gas                  | Columnes capil·lars de sílice fosa, amb recobriments interns de diversos tipus de siloxans enllaçats, columnes empaquetades amb terres diatomees fetes de tubs de vidre o metall. |
| Cromatografia líquida en fase reversa    | Líquid (polar)       | Farciment de siloxà d'octil o siloxà d'octadecil. |
| Cromatografia líquida en fase normal     | Líquid (menys polar) | Farciment de sílice, alúmina o un suport al qual s'uneixen químicament grups polars (cià, amino, etc).                                                                            |
| Cromatografia líquida d'intercanvi iònic | Líquid (polar)       | Resines d'intercanvi iònic. |
| d'exclusió                               | Líquid               | Farciment de petites partícules de sílice o polímers amb xarxa de porus uniforme.                                                                                                 |
| Cromatografia líquida d'adsorció         | Líquid               | Partícules finament dividides de sílice o d'alúmina. |
| Cromatografia de fluids supercrítics     | Líquid               | Columnes obertes de sílice fosa amb recobriments interns de diversos tipus de siloxans enllaçats i denllaços creuats.                                                             |

## Termes emprats en cromatografia
Com en qualsevol tècnica o metodologia científica, la cromatografia utilitza una terminologia concreta d'ampli ús entre els professionals usuaris d'aquestes tècniques
- Analit és la substància que se separarà durant la cromatografia.
- Fase mòbil és la fase que es mou en una adreça definida. Pot ser un líquid (cromatografia de líquids o CEC), un gas (cromatografia de gasos) o un fluid supercrític (cromatografia de fluids supercrítics). La mostra que s'està separant/analitzant (formada d'analit/s i el dissolvent) s'injecta a la fase mòbil que es mou a través de la columna. En el cas de la cromatografia líquida d'alta resolució, HPLC, la fase mòbil és un dissolvent no polar com l'hexà (fase normal) o bé algun dissolvent polar (cromatografia de fase reversa).
- Fase estacionària és la substància que està fixa en una posició durant la cromatografia. Un exemple és la capa de gel de sílice a la cromatografia en capa fina.
- Cromatografia analítica s'empra per determinar l'existència i possiblement també la concentració d'un analit en una mostra.
- Fase enllaçada és una fase estacionària que s'uneix de forma covalent a les partícules de suport o a les parets internes de la columna.
- Cromatograma és el resultat gràfic de la cromatografia. En cas de separació òptima, els diferents pics o taques del cromatograma es corresponen als components de la barreja separada.

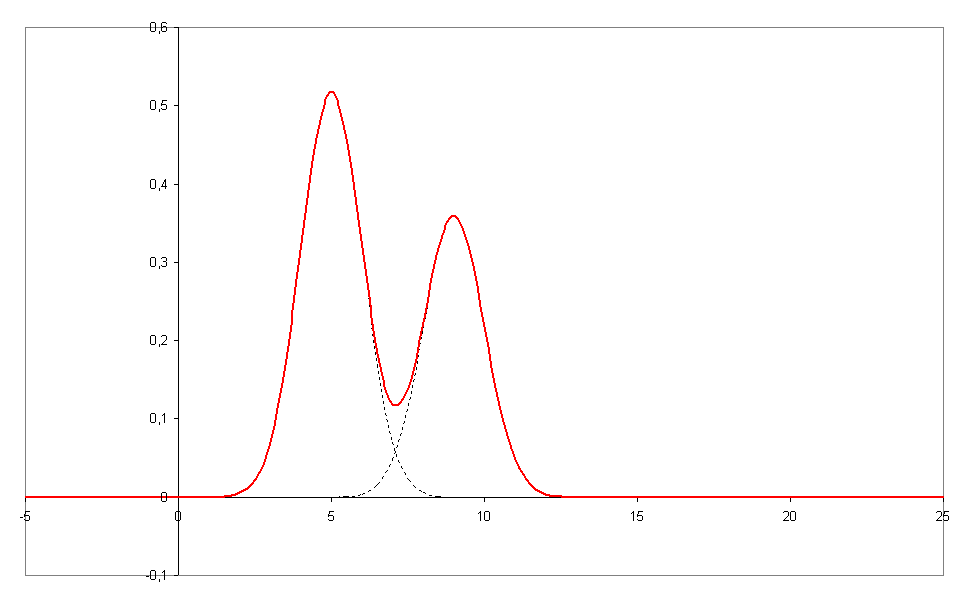
Cromatograma amb pics no resolts (separats).

 

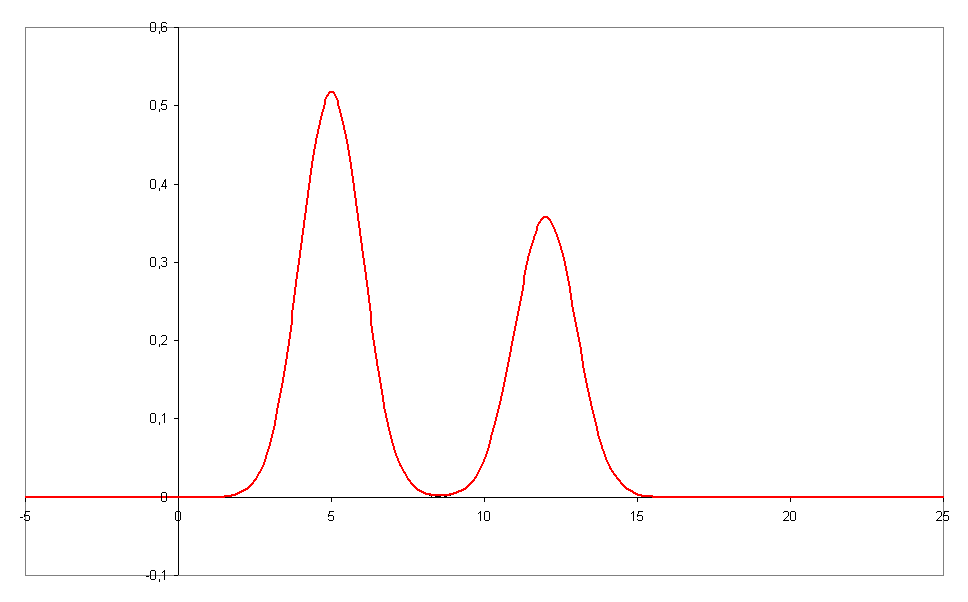
Cromatograma amb dos pics resolts.

A l'eix X es representa el temps de retenció, i a l'eix Y un senyal (obtingut, per exemple, a partir d'un espectrofotòmetre, un espectròmetre de masses o qualsevol altre dels diversos detectors ) corresponent a la resposta creada pels diferents analits existents a la mostra. En el cas d‟un sistema òptim, el senyal és proporcional a la concentració de l'analit específic separat.
- Cromatògraf és l'equip que permet una separació sofisticada. Per exemple, un cromatògraf de gasos o un cromatògraf de líquids.
- Cromatografia és el mètode físic de separació en el qual els components que se separaran es distribueixen entre dues fases, una de les quals és estacionària (fase estacionària) mentre l'altra (la fase mòbil) es mou en una adreça definida.
- Eluent és la fase mòbil que travessa la columna.
- Sèrie eluotròpica és una llista de dissolvents classificats segons el seu poder de dilució.
- Fase immobilitzada és una fase estacionària que està immobilitzada sobre partícules de suport, oa la paret interior del tub contenidor o columna.

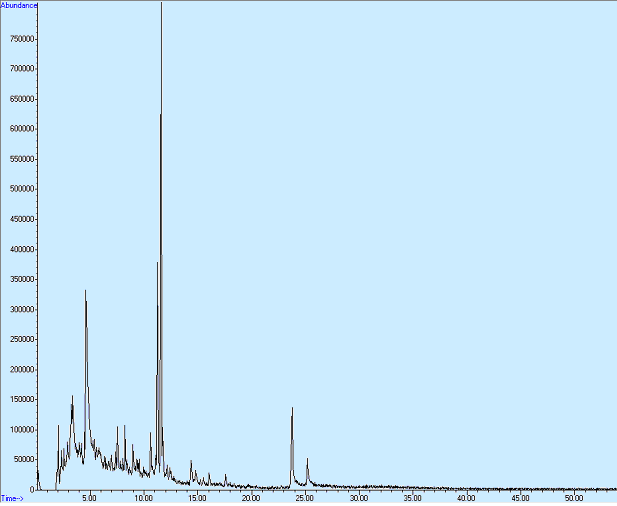
Cromatograma corresponent a una cromatografia líquida en fase reversa per a compostos fenòlics

- Cromatografia preparativa s'usa per purificar suficient quantitat de substància per a un ús posterior, més que per a anàlisi.
- Temps de retenció és el temps característic que triga un analit particular a passar a través del sistema (des de la columna d'entrada fins al detector) sota les condicions fixades. Vegeu també: Índex de retenció de Kovats
- Mostra és la matèria que serà analitzada a la cromatografia. Pot consistir en un simple component o una barreja de diversos. Quan la barreja és tractada en el curs de l'anàlisi, la fase o fases que contenen els analits d'interès és igualment anomenada mostra mentre la resta de substàncies la separació de les quals no resulta interès és anomenada residu.
- Solut és cadascun dels components de la mostra que serà separat.
- Dissolvent és tota substància capaç de solubilitzar-ne una altra, i especialment la fase mòbil líquida en cromatografia de líquids.
- Capacitat de càrrega És la quantitat màxima de mostra que pot ser separada en una sola càrrega.
- Capacitat de fraccionament És el nombre màxim de components que poden ser separats en una sola operació.
- Selectivitat És la capacitat de poder discriminar i distingir entre dos components.